# Lomaso
Lomaso was een gemeente in de Italiaanse provincie Trente (regio Trentino-Zuid-Tirol). Op 1 januari 2010 fuseerde de gemeente met Bleggio Inferiore in de nieuwe gemeente Comano Terme.

## Demografie
Lomaso telt ongeveer 610 huishoudens. Het aantal inwoners steeg in de periode 1991-2001 met 14,2% volgens cijfers uit de tienjaarlijkse volkstellingen van ISTAT.
| Jaar | Inwoneraantal |
| ---- | ------------- |
| 1991 | 1233          |
| 2001 | 1408          |